# Séverin Moisse
Séverin Joseph Moisse, né le 8 juin 1895 à Chastre (Belgique) et mort le 3 septembre 1961 à Montréal (Québec), est un pianiste, compositeur et professeur de musique canadien.

## Biographie
Séverin Moisse étudie au Conservatoire royal de Bruxelles avec Arthur De Greef et Joseph Jongen puis enseigne à Charleroi, Gembloux, Bruxelles et Thuin. En 1926, il déménage à Montréal et, en 1931, devient citoyen canadien.
De 1930 à 1941, il est le pianiste de l'Orchestre de Montréal. Il enseigne au Conservatoire de McGill et au Conservatoire de musique du Québec. 
Parmi ses élèves figurent Maurice Dela, Marcel Laurencelle et George Little. Il joue également fréquemment dans des productions radiophoniques, en particulier dans la série Les Joyeux Troubadours de la Société Radio-Canada de 1941 à 1945.

## Œuvre
Séverin Moisse a composé principalement des œuvres pour piano et des chansons : 
- Variations sur un thème de Paganini pour piano[1]
- Étude en ut mineur pour piano[1]
- Six Petites Études symétriques pour piano[1]
- Consolation pour chant[1]
- Sonate en ut mineur pour violon et piano (dédiée à Lucien Martin)[1]
- Variations sur un thème huron pour piano[1]